# Ribera d'Er
La Ribera d'Er és un riu de la comarca de l'Alta Cerdanya, a la Catalunya del Nord, que neix i discorre quasi del tot íntegrament al terme d'Er. Només en el seu curs més baix i septentrional en surt, i, travessant el termes de Sallagosa i Llívia s'adreça a l'extrem sud-est d'aquesta darrera vila per tal d'afluir en el Segre.
El riu té un curs bàsicament orientat de sud-est a nord-oest.

## Terme d'Er
Neix al vessant sud-occidental del Pic Petit de Segre, al sud del Puigmal de Llo, des d'on davalla cap al sud-oest, passa pel costat nord-oest d'on hi ha la Font de la Ribera d'Er, arriba a la partida d'Aiguaneix, on hi ha més fonts naturals. Al cap de poc, la vall i el curs d'aigua giren, quasi en angle recte, cap al nord-oest i passa per altres fonts naturals. Al cap d'una mica arriba al costat de llevant de la carretera D - 89 i de la zona de les Planes, on hi ha el Refugi Pastoral de les Planes, que queda a llevant de la Ribera d'Er, i el primer telecadira de l'Estació Er - Puigmal. També en aquest lloc hi aflueix per la dreta el Rec de Coma Dolça. El riu continua cap al nord-oest, deixant a ponent el Bosc Comunal d'Er, després el lloc de Cotzé, on hi ha un altre telecadira de la mateixa estació, en un tram paral·lel a la carretera esmentada, que va guanyant alçada respecte del riu.
En la part final de la vall tancada per muntanyes altes, la Ribera d'Er passa per les Fontanilles, on rep per la dreta de primer el Rec de Font Freda i poc després el de Rigat Maià. Entre aquests dos torrents, a la llera de la Ribera d'Er, es troba la font captada, d'on surt cap al nord-est el Canal de les Planes, que davalla de la cota 1.800 i va baixant suaument cap a la Serra de Sant Joan, on hi ha uns dipòsits d'aigua. Tot seguit, la Ribera d'Er arriba a Fontanet i Vallosca, on la vall s'obre notablement, mentre arriba a la part més plana del terme.
Així, la Ribera d'Er arriba a les envistes del poble d'Er, que queda al costat dret del riu, nord, i el ressegueix tot de sud-est a nord-oest. Al nord-oest del terme comunal, la Ribera abandona la comuna que li dona nom a l'alçada de l'Àrea de Repòs de la Ribereta, i penetra en la veïna comuna de Sallagosa en travessar la carretera N - 116.

## Terme de Sallagosa
El riu travessa, sempre de sud-est a nord-oest, el terme de Sallagosa pel seu extrem occidental, en un pas breu a la partida de l'Espona, i de seguida entra en el terme municipal de Llívia.

## Terme de Llívia
Encara en la mateixa direcció, el pas de la Ribera d'Er pel terme de Llívia és una mica més llarg que l'anterior. Travessa els Prats de l'Espona, als peus de la Serra de Santa Llocaia i al cap de poc passa entre els poblets de Gorguja, a la dreta, i Gorguja Petit, travessa les Fonsades del Carbonell, i aviat arriba a la urbanització de Llívia Parc, per abocar-se en el Segre a prop al sud-est del Pont de Gorguja.